# Яниковице (Краковский повет)
Яникови́це (пол. Janikowice) — село в Польше в сельской гмине Сломники Краковского повета Малопольского воеводства.

## География
Село располагается в 7 км от административного центра гмины города Сломники и в 30 км от административного центра воеводства города Краков.
В 1975—1998 годах село входило в состав Краковского воеводства.

## Население
По состоянию на 2013 год в селе проживало 188 человек.
| 2007 | 2013 |
| ---- | ---- |
| 181  | 188  |

| Перепись  | Всего   | Всего | Женщины | Женщины | Мужчины | Мужчины |
| --------- | ------- | ----- | ------- | ------- | ------- | ------- |
| Единицы   | человек | %     | человек | %       | человек | %       |
| Население | 188     | 100   | 96      | 51,06   | 92      | 48,94   |